# Barrio de las Ollas
Barrio de las Ollas es una localidad del municipio de Boñar, en la provincia de León, situada al noroeste de España).
Su iglesia parroquial data del siglo XVII y su titular es San Juan Bautista. A la entrada de la Iglesia, tiene una lápida escrita en castellano antiguo. Celebra sus fiestas patronales el 24 de junio, aunque en la actualidad se pasan al fin de semana más cercano a dicha festividad.

## Ubicación
Barrio de las Ollas está ubicado al norte de la provincia de León, a unos 50 km de la capital leonesa y a 2 km de Boñar. Situado en la ladera de la montaña, al pie del monte Pico Cueto. Está a una altitud aproximada de 1000 m s. n. m. . Su principal acceso por carretera es a través de El Soto de Boñar, aunque existen otros accesos a través de la montaña y sendas rurales.
Es una de las paradas del Camino Olvidado de Santiago, perteneciente a la etapa 13 que transcurre entre Boñar y La Robla, recorriendo bajo el pueblo la ribera del Río Porma.

## Demografía
| 2010 | 2011 | 2012 | 2013 | 2014 | 2015 | 2016 | 2017 | 2018 | 2019 | 2020 | 2021 |
| 39   | 36   | 43   | 36   | 32   | 26   | 28   | 34   | 34   | 37   | 35   | 37   |